# Асиметричен диметилхидразин
Асиметричният диметилхидразин (АДМХ, 1-1-диметилхидразин) е аминово съединение, използвано в химията и като гориво за ракетни двигатели.

## Качества
Химически чистият АДМХ представлява бистра течност. Токсичен, нестабилен и хигроскопичен е, поглъща влага от въздуха. Има остра миризма на риба и амоняк, типична за органичните амини. При излагане на въздуха абсорбира кислород и въглероден двуокис и пожълтява. Смесва се във всякакви съотношения с вода, етанол, керосин, добре се смесва с повечето органични разтворители и нефтопродукти.
При концентрация на парите му във въздуха между 2,5% и 95% е запалим. Не е чувствителен на механично сътресение. Химически стабилен е до 350 °C. В интервала от 350 до 1000 °C се разпада на амоняк, амини, циановодород, водород, азот, метан, етан, смолисти и други вещества.
При контакт с окислители на основата на двуазотен четириокис или азотна киселина с концентрация над 50% се самовъзпламенява. При реакция с по-разредена азотна киселина се образуват азотни соли и продукти на разпадането на АДМХ.

## Произход
АДМХ е замърсител в, метаболит на и продукт от разпадането на даминозида.

## Промишлено получаване
Обикновено АДМХ се получава от диметиламин, популярен продукт на органичния синтез. Процесът е двуетапен, като на първия етап се получава N-нитрозодиметиламин (високотоксичен и канцерогенен):
HN(CH3)2 + HNO2 = ONN(CH3)2 + H2O
ONN(CH3)2 + 2H2 = H2NN(CH3)2 + H2O

## Съхраняване
Хидразиновите горива са нестабилни при контакт с въздуха, но на практика не предизвикват корозия на конструктивните материали в течен или газообразен вид. АДМХ обикновено се съхранява в резервоари от нисковъглеродна стомана, монтирани наземно или в специални изкопи. Както при двуазотния четириокис, резервоарите се дозапълват с азот под налягане 0.1 до 0.15 МПа.
Транспортира се основно чрез железопътен и автотранспорт, в цистерни от нисковъглеродна стомана с обем 40-60 м3.

## Употреба

### В ракетната техника
Използва се в ракетната техника като компонент в хиперголични смеси, в комбинация с двуазотен четириокис, по-рядко с димяща азотна киселина. Тъй като е дериватив на хидразина, понякога бива наричан жаргонно „хидразин“.

#### Предимства
Предимствата на комбинацията АДМХ-двуазотен четириокис като ракетно гориво са:
- по-плътна (1170 кг/м3) е от комбинациите керосин-течен кислород (1070 кг/м3) и течен водород-течен кислород (285 кг/м3)
- по-малко взривоопасна е от комбинацията течен водород-течен кислород
- хиперголична е, което опростява двигателя и прави работата му по-надежна и управляема
- може да се съхранява заредена в горивната система на ракета продължително време
- при нормални температури е течна – не изисква криогенни резервоари

#### Недостатъци
Недостатъците на комбинацията са:
- токсичност
- канцерогенност
- вероятност от експлозия на АДМХ при контакт с окислител
- отстъпва по специфичен импулс на комбинацията керосин-течен кислород
- висока цена
- АДМХ е хигроскопичен, а оводняването снижава специфичния му импулс със 100 H/сек на кг за всеки 0,5% вода.

#### Приложение
АДМХ се използва при много европейски, руски, китайски и индийски ракетни двигатели. На практика е стандарт при руските орбитални хиперголични двигатели (кораби „Союз“, „Прогрес“, модул „Звезда“ на МКС). Използва се и при ракети-носители: руската „Протон“, руско-украинските „Днепър“ и „Космос“, украинската „Циклон“, американски от семейството „Титан“ и френски от семейството „Ариана“
В маневрените и някои орбитални двигатели на американски и европейски космически кораби (космическата совалка, АТК) вместо него се използва монометилхидразин, заради мъничко по-високия си специфичен импулс и по-широкия температурен диапазон, в който остава течен.
Освен като основно гориво, често се използва в течногоривни ракетни двигатели, работещи с керосин и течен кислород, за запалване на двигателя и подгряването му, преди да се премине на керосин.
По-стабилен е от хидразина, особено при по-висока температура, и може да бъде използван вместо него, или смесен с него. В някои американски ракети-носители (Титан, Делта, GSLV) се използва смес от 50% хидразин и 50% АДМХ, известна под името Аерозин 50.

### Други области на употреба
Използва се като източник на азот при газово отлагане на металноорганични съединения като метод за отлагане на тънки слоеве.

## Безопасност
АДМХ е силно токсичен и канцерогенен. Може да експлодира в присъствие на окислители. При попадане върху кожата прониква през нея. При човека дразни лигавиците на очите, дихателните пътища и храносмилателния тракт, силно възбужда централната нервна система, води до гадене и повръщане, при по-високи концентрации и до загуба на съзнанието.
През 1980-те в САЩ е имало дискусии около наличието на АДМХ в някои храни, например ябълковия сок, и произтичащия от това канцерогенен риск.

### Неутрализиране на разлят АДМХ
Както и при други хидразинови горива, се извършва основно с хлорни соли на калция – калциев хипохлорид и хлорна вар.
Бетон, почва и сродни повърхности се обработват с каша от вода и хлорни соли (1:1), при норма 4 л. на м2. Кашата се оставя да действа 2 часа, след което се отмива с вода. Отмитата вода се обезврежда с хлорни соли в 15-кратен излишък.